# The Bloodline (угрупування реслерів)
The Bloodline (дослівно Родовід) — лиходійське реслінг угруповання, яке виступає в WWE на бренді SmackDown. Нині групу очолює Соло Сікоа, а також в неї входять Тама Тонга, Тонга Лоа й Джей Сі Матео, які є членами відомої родини Аноа'й. Джей Усо також був учасником до червня 2023 року, коли він обернувся проти тодішнього лідера Романа Рейнса, а потім перейшов на бренд Raw у вересні. Джиммі Усо також ненадовго покинув угруповання безпосередньо перед тим, як це зробив його брат, але знову приєднався у вересні, проте був вигнаний у квітні 2024 року. Семі Зейн, який не є членом родини Аноа'й, також був почесним членом угруповання з травня 2022 року по січень 2023 року. Після узурпації влади з боку Соло Сікоа, Роман Рейнс втратив членство у створеному ним же угрупованні, бо відмовився визнавати лідерство Соло.
Угруповання офіційно було сформовано в липні 2021 року після протистояння між Рейнсом і Джеєм наприкінці 2020 року, з Джиммі, який втрутився як тільки повернувся після травми. Сікоа приєднався у вересні 2022 року. У лютому 2024 року під час підготовки до WrestleMania XL Скеля офіційно приєднався до угруповання. Потім Тонга приєднався у квітні 2024 року під час свого дебюту у WWE, допомігши Сікоа вигнати Джиммі. Тонга Лоа доєднався 4 травня 2024 року завдяки втручанню у командну вуличну бійку між Сікоа і Тонгою з одного боку і Ортоном й Оуенсом з іншого.
Рейнс отримав звання Беззаперечного Чемпіона Всесвіту WWE, оскільки він одночасно володів титулами WWE та Всесвіту під час свого четвертого та другого рейну відповідно, маючи найдовший рейн останнього, до втрати беззаперечного титулу на WrestleMania XL. Він взяв собі прізвиська «Вождь племені» (англ. Tribal Chief) та «Голова столу» (англ. Head of the Table)  виконуючи роль лідера сім'ї. Його двоюрідні брати, Усо, здобули звання Беззаперечних командних чемпіонів WWE, поки вони не втратили свої титули на Реслманії 39, оскільки вони одночасно володіли титулами Raw і SmackDown під час свого третього та п’ятого рейну відповідно, маючи найдовший рейн командних титулів в історії WWE останніх. Джей також виграв Меморіальний батл-роял Андре Гіганта у 2021 році, тоді як Сікоа ненадовго взяв Чемпіонство Північної Америки NXT невдовзі після того, як приєднався до угруповання.

## Передісторія
Учасники Bloodline мають довгу історію ще до появи угруповання. Керівництво та стосунки Пола Геймана з родиною Аноа'й почалися у 1988 року, коли він під своїм іменем Paul E. Dangerously був менеджером команди The Samoan SWAT team, яка складалася з Рікіші (тоді відомого як Фату), Роузі (тоді відомого як Великий Метті Смоллс), Саму та Сем Фату (також відомий як The Samoan Savage). Багато років згодом, Гейман також представив Романа Рейнса разом із Сетом Роллінзом і Діном Емброузом у Щиті, яких найняли як найманців для тодішнього чемпіона WWE CM Punk у 2012 році. Рейнс, син Сіки Аноа'й, дебютував у професійному реслінгу в 2010 році на тодішньому підготовчому майданчику WWE, Florida Championship Wrestling (FCW), під псевдонімом Лікі. Після того, як у 2012 році FCW було закрито та перейменовано на NXT, він взяв собі ім’я Роман Рейнс, і коротко виступав на NXT, перш ніж його викликали до основного ростеру наприкінці 2012 року, де він став частиною угруповання Щит; пізніше він виграв кілька чемпіонств світу після розпуску угруповання в 2014 році.
Тим часом, Усо (Джей Усо та Джиммі Усо) і Соло Сікоа є синами Рікіші. Усо дебютували в професійному реслінгу в 2009 році в FCW, де вони були одноразовими командними чемпіонами FCW, перш ніж перейти до основного ростеру WWE у 2010 році, де їх менеджеркою була Таміна Снука, і вигравши кілька командних чемпіонств. Відносини між Усо із Семі Зейном почалися, коли вони провели свій перший спільний матч проти The Ascension (Коннор і Віктор) і Корі Грейвса 24 квітня 2014 року на випуску NXT у командному матчі 3 на 3, де тріо вийшло переможцями. Сікоа дебютував у реслінгу в 2018 році, а в 2021 році підписав контракт з WWE, де він дебютував у NXT того ж жовтня, аж до свого переходу в основний ростер у вересні 2022 року
Скеля, як і Рейнс, мав успішну професійну футбольну кар'єру; а згодом дебютував у реслінгу в 1996 році, та став учасником Nation of Domination наступного року, а потім став багаторазовим чемпіоном світу під час Attitude Era. Його перша зустріч з Рейнсом на телебаченні WWE відбулася 21 січня 2013 року на випуску Raw. До цього можливий майбутній матч між ними двома згадується в п’ятому епізоді другого сезону серіалу Young Rock.

## Історія

### Протистояння Усо з Щитом (2013–2014)
До того, як Усо почали об'єднуватися з Рейнсом, вони провели кілька матчів проти Щита, старого угруповання Рейнса, із Сетом Роллінзом і Діном Емброузом, більшість з яких відбулися в 2013 році На випуску Raw від 6 травня, Усо і Кофі Кінгстон об’єдналися проти Щита, які вигралм матч після того, як Емброуз утримав Кінгстона. 17 травня на випуску SmackDown, Рейнс і Роллінз перемогли Усо після того, як Рейнс утримав Джея. Після матчу, Щит продовжував забивати Джея, поки Кінгстон не прибіг, щоб врятувати, вдаривши їх сталевим стільцем. Усо здобули свою першу перемогу на випуску SmackDown 28 червня, після того, як їхній товариш по команді Крістіан переміг Емброуза в іншому командному матчі 3 на 3. Проте, на випуску Raw 1 липня, вони програли матч-реванш, цього разу Емброуз переміг Крістіана. 12 липня на випуску SmackDown, Роллінз переміг Джея в одиночному матчі. На Money in Bank 14 липня, Рейнс і Роллінз перемогли Усо, зберігши Командне чемпіонство WWE після того, як Рейнс утримав Джиммі. На випуску SmackDown 19 липня, два угруповання побилися, поки Марк Генрі не прийшов на допомогу Усо. Натомість Усо допомогли Генрі відбитися від Щита на випуску Raw від 22 липня. Наступного тижня, вони програли після того, як Емброуз утримав Джиммі. Незважаючи на це, Генрі атакував Щит після матчу, змусивши їх відступити. Такий же результат стався на випуску WWE Main Event 7 серпня. Протягом решти року два угруповання обмінялися перемогами, а Усо об’єдналися з такими реслерами, як Кофі Кінгстон, Дольф Зігглер, Деніел Браян, Біг Е Ленгстон, Коді Роудс і Голдаст, Рей Містеріо та Сі Ем Панк. Останній матч між двома угрупованнями відбувся 3 січня 2014 року на випуску SmackDown, де Усо і Панк перемогли після того, як останній утримав Емброуза.

### Періодичні об'єднання (2015–2020)
Після розпаду Щита і подальшої сольної кар’єри, Рейнс час від часу об’єднував зусилля з Усо у чисельних командних матчах, причому Усо також час від часу брали участь у протистояннях Рейнса підтримуючи свого кузена. Тріо вперше об’єдналося 2 листопада 2015 року на випуску Raw, де вони об’єдналися з Райбеком і Діном Емброузом у матчі на вибування 5-на-5 Survivor Series проти Сета Роллінза, Кевіна Оуенса та Нового Дня (Кофі Кінгстон, Big E та Ксав’єр Вудс), у якому команда Рейнса перемогла. Того ж року Рейнс і Усо продовжували виступати разом на Tribute to the Troops, де тріо об’єдналося з Емброузом, Райбеком, Кейном і The Dudley Boyz, перемігши Лігу Націй і Сім'ю Ваятт.
2 травня 2016 року, на випуску Raw, Усо були втягнуті у протистояння Рейнса з Ей Джей Стайлзом, оскільки дуо ворогувло із союзниками Стайлза, Люком Галлоузом і Карлом Андерсоном у той час, а Усо та Рейнс протистояли Стайлзу, Галлоузу і Андерсону у командному матчі3 на 3. Після того, як Стайлз, Андерсон і Галлоуз виграли матч, Андерсон і Галлоуз хотіли, щоб Стайлз вдарив Рейнса стільцем, але Стайлз відмовився. Коли Усо напали на Стайлза ззаду зі стільцем, Стайлз вдарив стільцем у відповідь. Зрештою, Рейнс провів павербомбу Стайлзу через коментаторський стіл На Extreme Rules, Усо зазнали поразки від Галлоуза і Андерсона у командному торнадо-матчі. Пізніше тієї ж ночі, після того як Галлоуз і Андерсон втрутилися в матч за Чемпіонство світу WWE у важкій вазі між Рейнсом і Стайлзом, Усо втрутилися, щоб допомогти Рейнсу, що зрештою дозволило Рейнсу зберегти титул.
14 травня 2019 року на випуску SmackDown Live, Усо врятували Рейнсу від атаки Елаяса, Шейна Макмена, Деніела Браяна та Роуена, а потім програли їм у гандикап-матчі. На випуску Raw від 3 червня, Усо врятували Рейнса від атаки Дрю Макінтайра та The Revival (Деш Вайлдер і Скотт Доусон), але програли їм у командному матчі 3 на 3. 3 січня 2020 року на випуску SmackDown, Усо повернулися з новими короткими зачісками, врятувавши Рейнса від нападу Кінга Корбіна та Дольфа Зігглера. 31 січня випуску SmackDown, Рейнс і Усо перемогли Кінга Корбіна, Дольфа Зігглера та Роберта Руда в командному матчі 3 на 3, щоб покласти край їхній ворожнечі. Джиммі отримав серйозну травму коліна під час матчу на Реслманії 36, через що він вибув з виступів на рингу на невизначений термін.

### Формування The Bloodline (2020–2021)

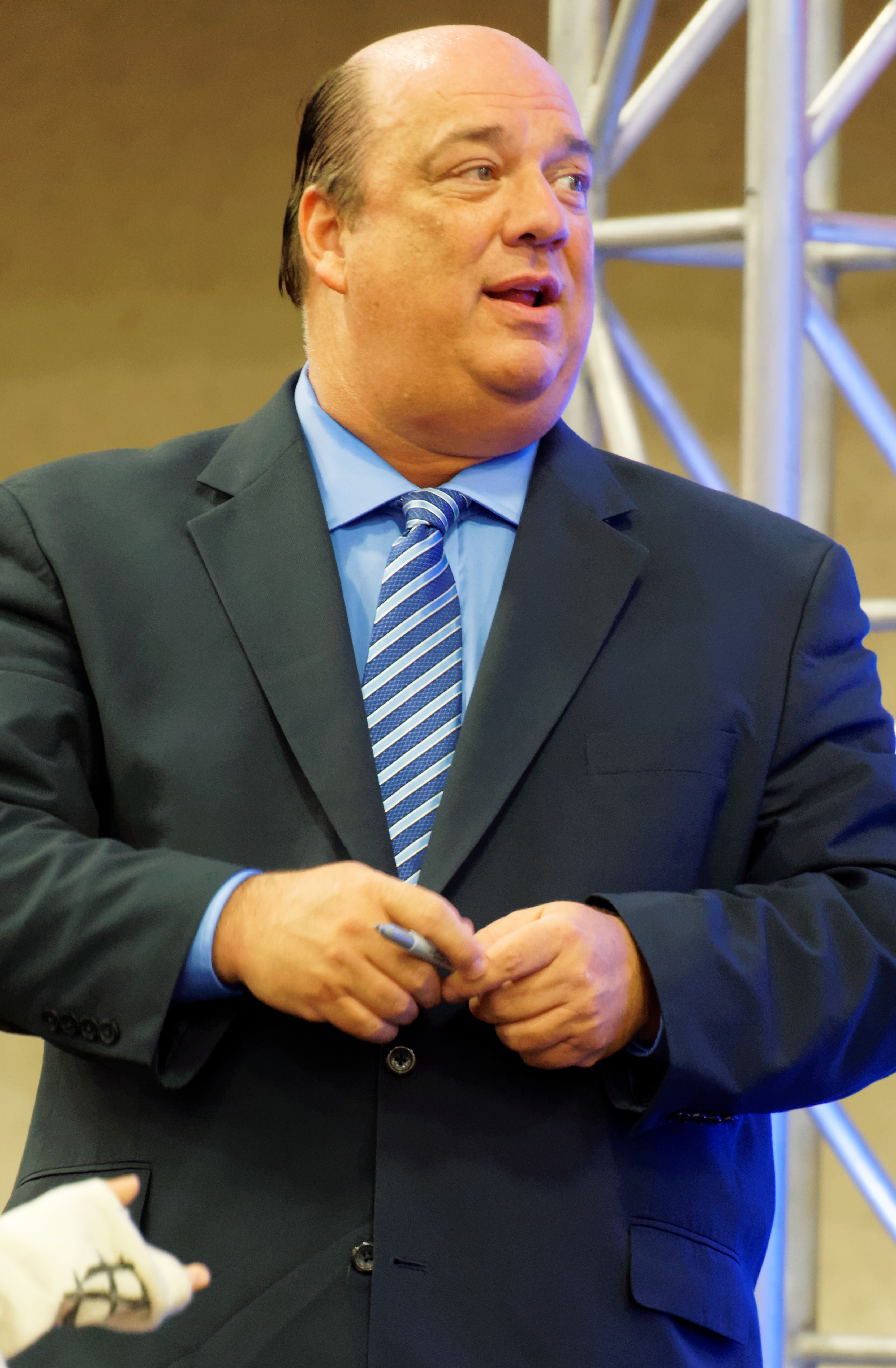
Менеджер угруповання Пол Гейман

На SummerSlam 23 серпня 2020 року, Рейнс повернувся після п’ятимісячної перерви та напав на нещодавно коронованого Чемпіона Всесвіту WWE «The Fiend» Брея Ваятта та Брауна Строумена, вперше з 2014 року ставши хілом. 28 серпня на випуску SmackDown, було показано, що Рейнс об'єднався з Полом Хейманом. Через два дні на Payback, Рейнс переміг Ваятта та Строумена в матчі потрійної загрози No Holds Barred і виграв своє друге Чемпіонство Всесвіту WWE. На випуску SmackDown від 4 вересня, після того, як на Біг Е напали та його травмували по сюжету, Джей зайняв місце Біг Е у матчі фатальної четвірки проти Метта Рідла, Кінга Корбіна та Шеймуса, де переможець заробляв матч за Чемпіонство Всесвіту на Clash of Champions. Джей переміг, утримавши Рідла, вперше отримавши можливість змагатися за одиночний титул у своїй кар’єрі. На шоу, Джей програв Рейнсу технічним нокаутом, коли Джиммі вийшов і кинув йому білий рушник. Джей отримав ще один титульний матч проти Рейнса у матчі «I Quit» Hell in a Cell на однойменній події з додатковою умовою, що якщо Джей програє, йому доведеться виконувати накази Рейнса або його виженуть із їхньої родини. На шоу, Джей знову програв після того, як Рейнс напав на травмованого Джиммі та змусив Джея сказати «I Quit», щоб врятувати свого брата.
30 жовтня, на випуску SmackDown, Джей переміг Деніела Браяна, кваліфікувавшись до Команди SmackDown на Survivor Series. Після матчу, Джей напав на Браяна на прохання Рейнса, таким чином ставши хілом і в процесі, приєднався до Рейнса, і згодом став відомим як «права рука» (англ. right-hand man) Рейнса, а також отримав прізвисько «Головна подія Джей Усо» (англ. Main Event Jey Uso). 21 лютого 2021 року, на Elimination Chamber, Джей змагався в однойменному матчі, де того ж вечора переможець отримував матч за титул Чемпіона Всесвіту проти Рейнса того ж вечора. Він був останнім, кого елімінував переможець Деніел Браян. На спеціальному випуску WrestleMania SmackDown 9 квітня, Джей виграв Меморіальну битву Андре Гіганта, останнім викинувши Шінске Накамуру. Це стало першою великою нагородою Джея в сольній кар'єрі в WWE.
Джиммі повернувся після травми на випуску SmackDown 7 травня, але не схвалив альянсу між Джеєм і Рейнсом, оскільки він назвав Джея «сукою Рейнса» і почав носити футболку з написом «Нічия сука». 4 червня на випуску SmackDown, Усо возз’єдналися та кинули виклик The Mysterios (Рей Містеріо та Домінік Містеріо) за командне чемпіонство SmackDown, однак матч завершився суперечливо, у якому суддя не помітив, що Джиммі підняв плече під час утримання. Пізніше тієї ж ночі, Усо отримали реванш, але під час реваншу Рейнс втрутився, атакувавши Містеріос, не бажаючи, щоб Усо знову осоромилися. Після матчу, Рейнс жорстоко атакував сина Рея, Домініка, на що Джиммі відчув, що Рейнс зайшов занадто далеко, що також посилило напруженість між Рейнсом і Джиммі. Розбіжності, що виникли між ними за відданість Джея, зрештою призвели до того, що Джей тимчасово пішов з арени на випуску SmackDown від 11 червня, після чого Рейнс маніпулював Джиммі, щоб він почувався винним за їхні нещодавні розбрати. У результаті наступного тижня на випуску SmackDown 18 червня, Джиммі запропонував свою допомогу Рейнсу під час його матчу Hell in a Cell з Реєм Містеріо, і він підняв руку Рейнса після матчу. Наступного тижня на SmackDown, Джиммі спробував допомогти Рейнсу, коли Едж напав на нього та провів гарпун на барикаду.
На випуску SmackDown 9 липня, Джей повернувся, і обидва Усо зміцнили свій альянс із Рейнсом, таким чином зміцнивши їх обох як хілів, і зрештою об'єднавшись як «The Bloodline».

### Усі чемпіонства (2021–2022)
16 липня на випуску SmackDown, першому епізоді після того, як WWE відновили шоу з глядачами після пандемії COVID-19, The Bloodline зіткнулися з Еджем і The Mysterios в командному матчі 3 на 3, у якому вони вийшли переможцями, хоча Едж атакував тріо після матчу. На Money in the Bank Усо перемогли The Mysterios на пре-шоу і стали п’ятиразовими командними чемпіонами SmackDown. У головній події, Рейнс переміг Еджа, зберігши Чемпіонство Всесвіту. На SummerSlam, Usos знову перемогли The Mysterios, зберігши командне чемпіонство SmackDown, а Рейнс пізніше переміг Джона Сіну в головній події, зберігши Чемпіонство Всесвіту.
На Extreme Rules, Усо успішно захистили свої титули проти The Street Profits, а Рейнс пізніше переміг «Демона» Фінна Балора у головній події, зберігши Чемпіонство Всесвіту. На Crown Jewel, Усо перемогли The Hurt Business (Седрік Александр і Шелтон Бенджамін) на пре-шоу, а Рейнс успішно захистив свій титул проти Брока Леснара в головній події. На Survivor Series Усо програли командним чемпіонам Raw RK-Bro (Ренді Ортон і Ріддл), в той час, як Рейнс переміг чемпіона WWE Big E у головній події. 17 грудня на випуску SmackDown, Рейнс звільнив і напав на Геймана. Тоді Брок Леснар атакував Bloodline і врятував Геймана. 1 січня 2022 року, Рейнса було усунуто з матчу на PPV WWE Day 1 через позитивний результат тесту на COVID-19, а Брока Леснара натомість додали до матчу за Чемпіонство WWE. Усо все ще змагалися на День 1 і успішно зберегли свої титули проти Нового Дню (Кофі Кінгстон і Ксав’єр Вудс). На Королівській Битві, Рейнс захистив свій титул проти колишнього напарника по Щиту Сета Ролінса, програвши через дискваліфікацію. Пізніше того ж вечора, Рейнс втрутився у матч між Боббі Лешлі та Броком Леснаром, атакувавши Леснара, з допомогою Геймана, тим самим коштував Леснару титулу, і знову об'єднався з Гейманом

The Bloodline на Реслманії 38.

На Реслманії 38 Усо успішно захистили свої командні чемпіонські титули SmackDown проти Шінске Накамури та Ріка Бугза, тоді як Рейнс зміг відібрати чемпіонський титул WWE у Брока Леснара, фактично об’єднавши чемпіонський титул WWE з Чемпіонством Всесвіту, ставши беззаперечним Чемпіоном Всесвіту WWE. Усо також перемогли RK-Bro на випуску SmackDown від 20 травня, ставши беззаперечними командними чемпіонами WWE, і таким чином усі члени угруповання стали подвійними чемпіонами.

### Включення Семі Зейна та Соло Сікоа (2022–2023)

Семі Зейн приєднався до угруповання в середині 2022 року.

Приблизно в цей час, Семі Зейн, який також був у суперництві з Макінтайром, почав пов'язувати себе з Bloodline і пізніше став почесним членом угруповання. Спочатку Зейну було складно влитися в групу, яка до цього моменту складалася лише з членів однієї родини, за винятком Геймана; однак, завдяки його щенячому ентузіазму та очевидній відданості Вождю племені, Зейн поступово почав сприйматися групою, особливо Джиммі, з яким Зейн сформував зв'язок. Зейн почав називати себе «Почесний Ус».  23 вересня 2022 року на випуску SmackDown, Рейнс наказав Зейну зняти свою футболку Bloodline. Спочатку засмутившись, Зейн отримав футболку з написом «Почесний Ус», що зробило його офіційним учасником Bloodline.
На SummerSlam 30 липня, Усо перемогли The Street Profits, зберігши беззаперечне командне чемпіонство WWE, а Рейнс успішно захистив Беззаперечне Чемпіонство Всесвіту WWE проти Брока Леснара в матчі Last Man Standing.
На Clash at the Castle 3 вересня, Рейнс переміг Дрю Макінтайра, зберігши Беззаперечне Чемпіонство Всесвіту WWE після втручання Соло Сікоа, молодшого кузена Рейнса та молодшого брата Усо, який став новим учасником The Bloodline. Навипуску NXT 13 вересня, Сікоа переміг Кармело Хейза, вигравши Чемпіонство Північної Америки NXT, забезпечивши The Bloodline загалом п’ять чемпіонських титулів і зробивши їх першим угрупованням з титулами на усіх трьох брендах. Однак наступного тижня, Сікоа довелося здати Чемпіонство Північної Америки NXT через те, що він не був прийнятним варіантом у голосуванні фанів, яке спочатку мало визначити суперника Хейс. На Crown Jewel 5 листопада, Усо успішно зберегли свої титули проти The Brawling Brutes, а Рейнс успішно зберіг свої титули проти Логана Пола. Через три тижні на Survivor Series: WarGames 26 листопада, The Bloodline перемогли The Brawling Brutes, Дрю Макінтайра та Кевіна Оуенса в матчі WarGames, а Семі зміцнив своє місце в групі в очах Джея.
Після поразки від Овенса та Джона Сіни, що повернувся на останньому SmackDown 2022 року, Bloodline розпочав ворожнечу з Овенсом, який пізніше кинув виклик Рейнсу за Беззаперечне Чемпіонство Всесвіту WWE на Royal Rumble. Тим часом, Усо, Сікоа та Зейн сіяли хаос на Raw протягом кількох тижнів, що призвело до того, що Адам Пірс наказав Усо захищати Командне Чемпіонство Raw проти The Judgment Day, які здобули претендентство на титул у гаунтлет матчі на випуску Raw від 9 січня 2023 року.
На Raw is XXX 23 січня 2023 року, Рейнс подав Самі Зейна до суд у «Суд племені», у якому Рейнс звинуватив Зейна у змові проти Bloodline та таємному союзі зі своїм давнім «другом-ворогом» Кевіном Овенсом. Пол Гейман виступив у ролі прокурора, показавши кілька відеозаписів уявної зради по відношенню до Bloodline. Тоді Зейн відповів, сказавши, що через те, як його сприймали, він не мав захисту. Обурений цією заявою, Рейнс закликає Сікоа напасти на нього, але Джей Усо негайно кидається, щоб захистити Зейна, запропонувавши пристрасний захист Почесного Уса, що призвело до того, що Рейнс визнав Зейна невинним, хоч і неохоче.
Пізніше того вечора, Усо захистили свої командні чемпіонські титули Raw проти The Judgment Day (представлені Деміаном Прістом і Домініком Містеріо), але після того, як Джиммі отримав травму в середині матчу, Зейн зайняв його місце разом із Джеєм, і вони перемогли.

### Громадянська війна Bloodline (2023–2024)

The Bloodline на Royal Rumble 2023

На шоу Королівської Битви 2023 року, Рейнс зберіг Беззаперечне Чемпіонство Всесвіту WWE проти Кевіна Оуенса. Після матчу відбувся сегмент на рингу, де Bloodline напали на Овенса, прикуваючи його наручниками до канатів і б'ючи. Рейнс попросив Зейна вдарити Овенса, але згодом Зейн вдарив Рейнса стільцем, ставши фейсом вперше з 2017 року. Потім група побила Зейна. Тим часом Джей з огидою спостерігав за цим і пішов з арени. Джиммі з’явився на Elimination Chamber і намагався допомогти Рейнсу захистити титул проти Зейна, а Джей вийшов на ринг і не дозволив Рейнсу напасти на Зейна сталевим стільцем після того, як рефері втратив свідомість. Незабаром після цього Зейн підвівся і спробував провести гарпун Рейнсу, але ненавмисно провів Джею. Рейнс зрештою зберіг свій титул.
На випуску Raw від 6 березня, Джей з’явився з натовпу під час матчу Джиммі проти Зейна, який Джиммі програв. Після матчу Джей, здається, обійняв Зейна, а потім вдарив провів йому суперкік, сигналізуючи про вірність Джея Bloodline. Усо та Сікоа напали на Зейна, перш ніж Коді Роудс негайно кинувся його рятувати. Першого вечора Реслманії 39, Усо програли Беззаперечне Командне Чемпіонство WWE Овенсу та Зейну. У Ніч 2 Реслманії 39, Рейнс зберіг Беззаперечне Чемпіонство Всесвіту WWE проти Роудса після втручання Сікоа.
17 квітня на випуску Raw, Гейман оголосив, що Рейнс уклав тимчасовий альянс Bloodline із Судним Днем. Після оголошення Геймана, Сікоа переміг Рея Містеріо з Latino World Order в одиночному матчі. Пізніше тієї ночі, Судний День і The Bloodline побилися з Меттом Рідлом, Овенсом, Зейном і Latino World Order. У перший вечір драфту WWE 2023 року на випуску SmackDown від 28 квітня, Рейнс і Сікоа (разом з Гейманом) були обрані на SmackDown як номер один. Пізніше тієї ночі Усо не вдалося завоювати Беззаперечне Командне Чемпіонство WWE у матчі-реванші проти Овенса та Зейна. На Backlash, Усо і Сікоа перемогли Рідла, Овенса та Зейна в командному матчі 3 на 3. Однак напруга в групі ще більше спалахнула під час матчу, і вона загострилася, коли Сікоа ледь не вдарив Джея самоанським шипом.
26 травня на випуску SmackDown, Оуенс і Зейн провели KO Show з Рейнсом і Сікоа гостями, але Усо з'явилися всупереч волі Рейнса. Коли Джиммі проголосив себе «Вождем племені» після того, як його образили, назвавши посіпакою Рейнса, Рейнс вийшов на арену та влаштував перепалку з Джиммі, перш ніж влаштував перепалку з Оуенсом і Зейном. Після того, як The Bloodline побив цих двох, Джиммі відмовився передати титули Рейнсу до того, як їх забрав Джей, що ще більше посіяло розбрат у Bloodline. На шоу «Ніч чемпіонів» у Саудівській Аравії 27 травня Усо втрутилися в матч за Беззаперечне Командне Чемпіонство WWE між Рейнсом і Сікоа проти Оуенса і Зейна. Під час матчу, після випадкової атаки на Сікоа, цілячись у Зейна, Джиммі зрадив Рейнса після того, як останній проявив неповагу до нього та Джея. Незважаючи на небажання Джея, Усо покинули Рейнса і пішли, в результаті чого Оуенс і Зейн зберегли титули. Наступного випуску SmackDown під час святкування 1000 денного чемпіонського рейну Рейнса, Сікоа обернувся проти Усо, атакувавши Джиммі, і став на бік Рейнса, який офіційно вигнав Джиммі з угруповання. Наступного тижня, Гейман вимагав від Джея підтвердити свою вірність Рейнсу та організував матч за Чемпіонство Сполучених Штатів WWE проти Остіна Тіорі, щоб спокусити його, але Джиммі випадково коштував йому перемоги. На випуску SmackDown від 16 червня, Джей вирішив стати на бік Джиммі та вийшов з Bloodline, провівши суперкік Reigns і допомігши Джиммі відбитися від Сікоа, поклавши край зв’язку Усо з Рейнсом. Це призвело до того, що на Money in the Bank було оголошено матч під назвою «Bloodline Civil War» (Громадянська Війна Bloodline)  - Рейнс і Сікоа проти Усо. Усо виграли матч, а Джей утримав Рейнса, тим самим завдавши йому своєї першої прямої поразки утриманням з грудня 2019 року на TLC: Tables, Ladders & Chairs (2019).

Рейнс і Гейман на SummerSlam 2023.

На SummerSlam Джиммі, напав на Джея, витягнувши його з рингу, коли той намагався утримати Рейнса, і провів йому суперкік, що дозволило Рейнсу перемогти Джея у матчі "Племінна Битва". Проте на випуску SmackDown від 11 серпня, він пояснив, що причиною своїх дій був страх, що якби Джей став новим вождем племені, влада розбестила б його. Джей відповів суперкіками Рейнсу, Сікоа та, нарешті, Джиммі. Після цього він заявив, що покидає WWE. Через кілька тижнів, Джиммі повернувся на випуск SmackDown 1 вересня з новою піснею , а Джей перейшов на Raw наступного вечора на Payback з реміксованою версією їх колишньої музичної теми.
Після того, як Усо розпалися, Джиммі Усо знову приєднався до угруповання. На Fastlane 7 жовтня, Джиммі та Сікоа програли Джону Сіні та Ел Ей Найту, який замінив Ей Джея Стайлза після побиття місяць тому, у командному матчі. 16 жовтня на випуску Raw, Джиммі напав на Джея, допомігши Судному дню (Фінн Балор і Деміан Пріст) виграти Беззаперечне Командне Чемпіонство WWE у Джея та Коді Роудса. На Crown Jewel у листопаді 2023 року, Рейнс переміг Ел-Ей Найта, зберігши Беззаперечне Чемпіонство Всесвіту WWE після втручання Bloodline, а Сікоа переміг Сіну 9 самоанськими шипами. Наступного випуску SmackDown, Найт заявив, що він не закінчив із Bloodline, поки не переможе Рейнса за титул. Пізніше того ж місяця, Ортон повернувся на Survivor Series: WarGames, а на випуску SmackDown від 1 грудня він підписав контракт із брендом SmackDown після того, як відбив напад The Bloodline, пообіцявши помститися (сюжетно Bloodline завдали травму Ортону влітку 2022 року, вибивши його на 1,5 роки).
На випуску SmackDown від 15 грудня, Рейнс назвав Сікоа «спадкоємцем племені» The Bloodline, а Стайлз повернувся і допоміг Найту та Ортону відбитися від The Bloodline перед тим, як атакувати Найта. Наступного тижня, Стайлз пояснив, що напав на Найта за те, що той зайняв його місце в командному матчі на Fastlane. Після того, як Ортон перебив і сказав, що він також хоче матчу за титул проти Рейнса, генеральний менеджер SmackDown Нік Алдіс оголосив, що Ортон, Стайлз і Найт змагатимуться в матчі потрійної загрози на SmackDown: New Year's Revolution, де переможець зустрінеться з Рейнсом за Беззаперечне Чемпіонство Всесвіту WWE на Королівській Битві. Під час матчу, втрутилися The Bloodline, що призвело до того, що матч було оголошено без результату. Після цього, Нік Алдіс вирішив, що Ей Джей Стайлз, Ел-Ей Найт і Ренді Ортон боротимуться за чемпіонство проти Рейнса у матчі фатальної четвірки на Королівській Битві. На однойменній події, Рейнс зберіг титул. Після того, як Коді Роудс виграв Королівську Битву 2024, 8 лютого відбулася медіа-подія WrestleMania XL Kickoff, яка включала Скелю. Роудс кинув виклик Рейнсу за титул на Реслманію XL. Через два тижні Скеля офіційно приєднався до угруповання The Bloodline, таким чином уперше з 2003 року ставши хілом Першого вечора Реслманії XL Рейнс і Скеля виграли командний матч проти Коді Роудсв і Сета Роллінса. На Реслманії XL Вечір 2, Роудс виграв матч проти Рейнса та став новим Беззаперечним Чемпіоном Всесвіту WWE, завершивши 3,5-річний рейн Рейнса як чемпіона.

### Лідерство Соло Сікоа (2024–дотепер)

#### Приєднання Тонганців і Джейкоба Фату (2024)
Після програшу титулу, Рейнс і Скеля взяли паузу у виступах, а Сікоа став де-факто лідером угрупування. Наступного випуску SmackDown, Тама Тонга, син Хаку, був включений до угруповання, а Джиммі був вигнаний. На Backlash France Тонга й Сікоа перемогли у вуличній бійці Ренді Ортона й Кевіна Оуенса з допомогою Тонга Лоа (в минулому відомий у WWE як Камачо). Таким чином в угрупованні ще один новачок.
На Clash at the Castle: Scotland, Bloodline атакували Роудса, після того, як він захистив титул проти Ей Джей Стайлза, тим самим відновивши ворожнечу. Наступного випуску SmackDown, напруга між Сікоа та Гейманом продовжила зростати, так к Сікоа націлився на СМ Панка, найкращого друга Геймана у реальному житті й колишнього клієнта, а також повідомивши, що Рейнс більше ніколи не повернеться до виступів. У головній події, Сікоа змагався з Роудсом у нетитульному матчі, який закінчився дискваліфікацією після втручання Лоа і Тонга. Хоча Ортон і Овенс прийшли на допомогу, Джейкоб Фату, який щойно дебютував, врятував Сікоа, тим самим приєднавшись до Bloodline. Наступного тижня, Пола Геймана було виключено із угрупування після того, як його атакували учасники угрупування після відмови визнати Сікоа новим "ватажком племені". На SmackDown від 5 липня, Сікоа усунув Рейнса з позиції лідера угрупування та натякнув на протистояння з ним. На Money in the Bank, Bloofline вийшли переможцями у командному матчі 3-на-3, де Сікоа утримав Роудса.
У головній події випуску SmackDown від 2 серпня, за добу до SummerSlam, Фату і Тама Тонга здолали DIY (Джонні Гаргано і Томмасо Чампа), вигравши Командне чемпіонство WWE.  На випуску SmackDown від 23 серпня, Сікоа наказав Фату віддати титул Лоа, аби він став особистим охоронцем Сікоа. На випуску NXT від Фату, Тонга і Лоа напали на Street Profits та Командних Чемпіонів NXT, які захищали титули, Аксіома та Нейтана Фрейзера.

#### Громадянська війна Bloodline II
На SummerSlam Сікоа програв Роудсу у матчі за правилами Bloodline за Беззаперечне Чемпіонство WWE після втручання від Романа Рейнса, який тільки но повернувся.На випуску SmackDown від 13 вересня, Сікоа знову не зміг виграти титул у Роудса у матчі в сталевій клітці, після якого Рейнс погодився об'єднатися у команду з Роудсом аби зустрітися проти Сікоа і Фату у командному матчі на Bad Blood. У головній події Bad Blood, Роман Рейнс і Коді Роудс здолали Соло Сікоа і Джейкоба Фату. Під час шоу, Джиммі Усо та Скеля здійснили своє повернення під час головної події. На випуску Raw від 20 жовтня, Bloodline атакували Джея, коштувавши йому Інтерконтинентального чемпіонства. На випуску SmackDown від Тонганці програли командні титули Motor City Machine Guns (Алекс Шеллі та Кріс Сейбін) після втручання від Рейнса, Джиммі та Джея, закінчивши рейн у 84 дні.
На випуску SmackDown від 1 листопада (записаний одразу після випуску від 25 жовтня), Рейнс і Усо об'єдалися вперше ніж за рік. На Crown Jewel 2 листопада, Bloodline здолали Рейнса і Усо у командному матчі 3-на-3, у якому Сікоа утримав Рейнса. На випуску SmackDown від 8 листопада, Сікоа кинув виклик Рейнсу на матчі WarGames, між Bloodline і командою Рейнса, Усо і Семі Зейна. На випуску SmackDown від 15 листопада, Bloodline рекрутували Бронсона Ріда 5-м учасником на WarGames проти Рейнса, Усо і Зейна. На Survivor Series: WarGames 30 листопада, Bloodline і Бронсон Рід програли Рейнсу, Усо, Семі Зейну, і СМ Панку у матчі WarGames, у якому Рейнс утримав Сікоа.
На випуску Raw від 6 січня 2025 року, Сікоа програв Рейнсу у матчі "Племенна битва", тим самим втративши Ула Фалу і звання "Вождь племені".

## Учасники

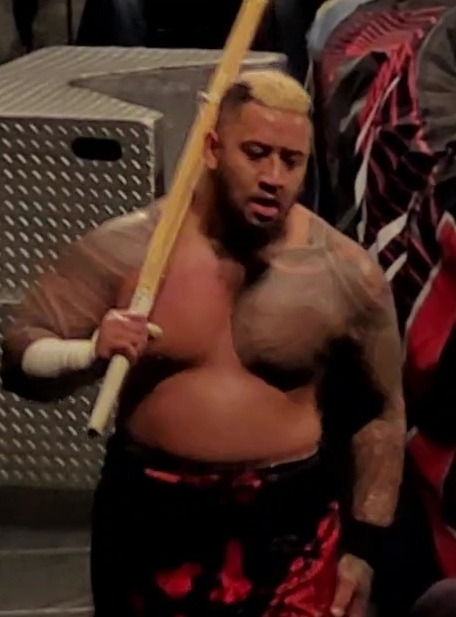
Соло Сікоа
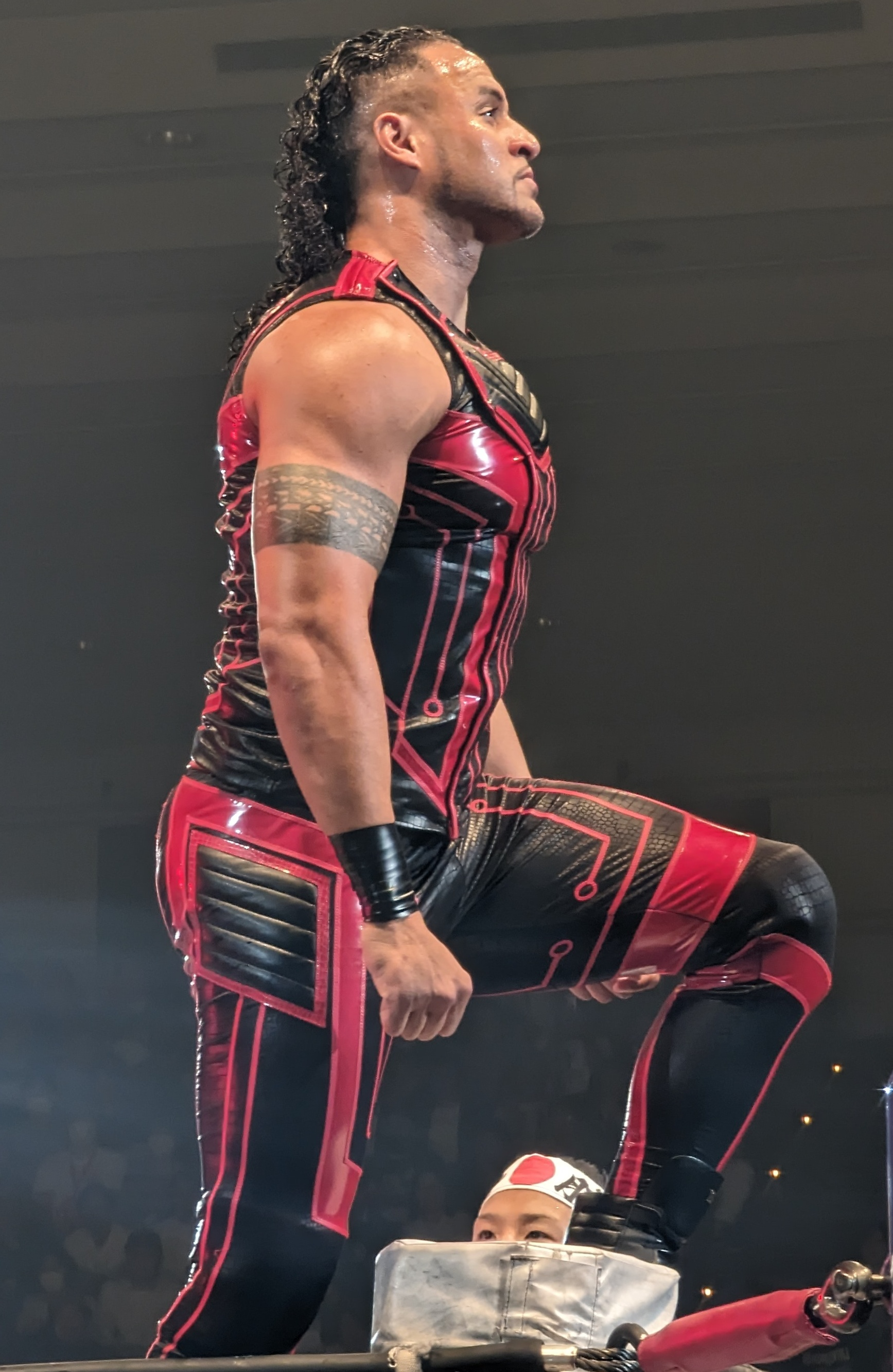
Тама Тонга
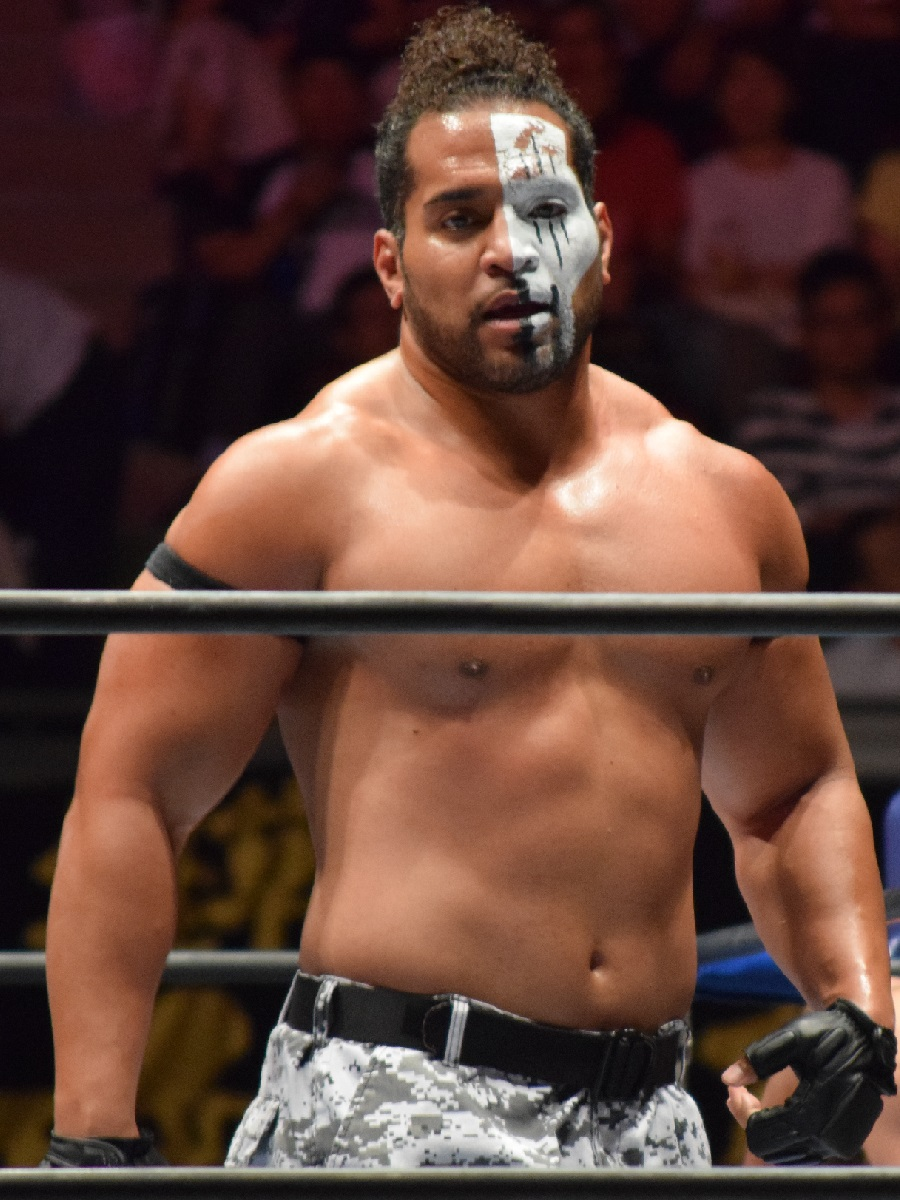
Тонга Лоа
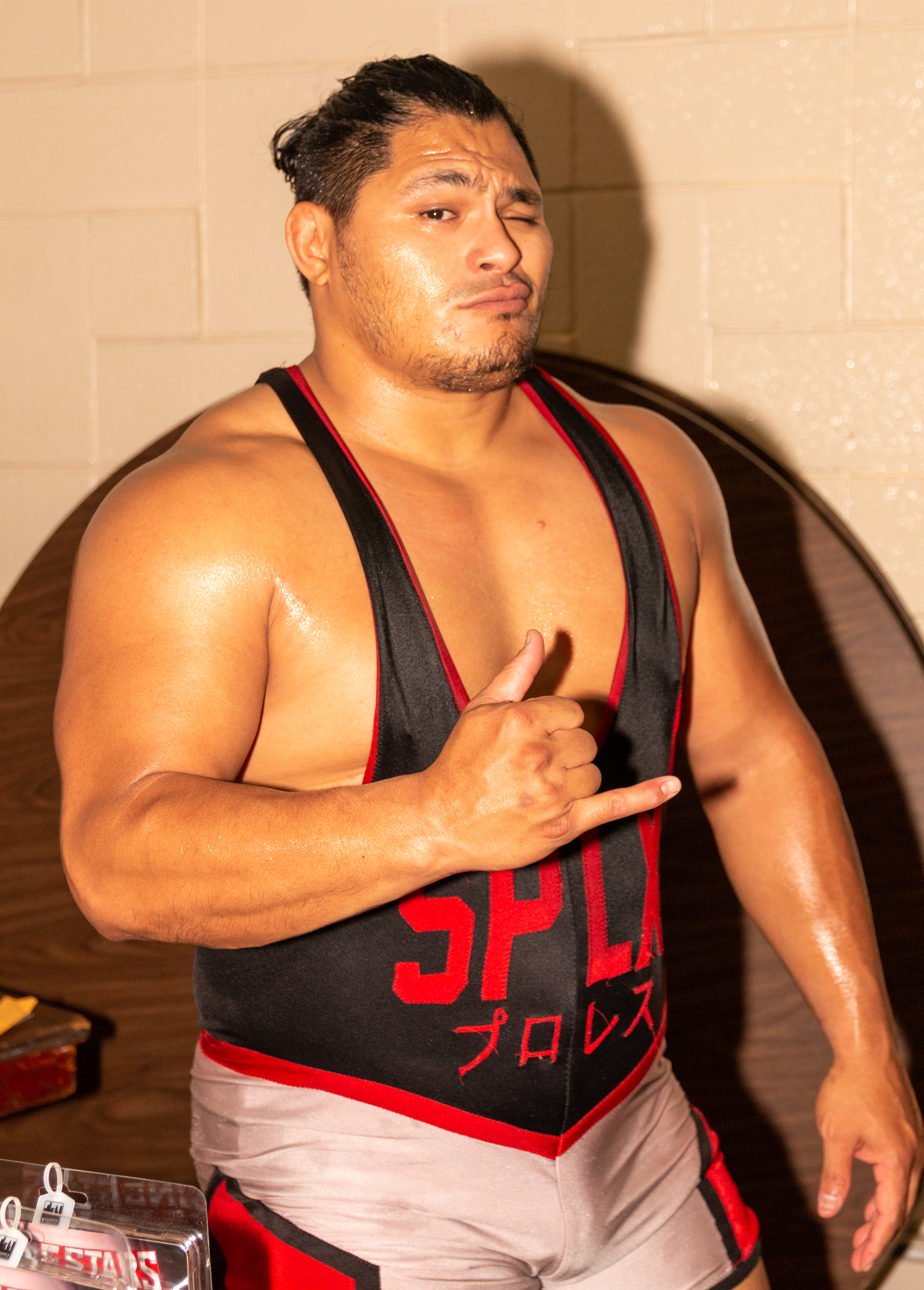
Джей Сі Матео

| І | Лідер(-и)          |
| * | Член(и)-засновники |
| М | Менеджер           |

### Діючі
| Члени            | Приєднався        |
| ---------------- | ----------------- |
| Соло Сікоа ( І ) | 3 вересня 2022 р. |
| Тама Тонга       | 12 квітня 2024 р. |
| Тонга Лоа        | 4 травня 2024 р.  |
| Джей Сі Матео    | 10 травня 2025 р. |

### Колишні
| Члени            | Приєднався        | Покинув           |
| ---------------- | ----------------- | ----------------- |
| Самі Зейн        | 27 травня 2022 р  | 28 січня 2023 р.  |
| Джей Усо         | 9 липня 2021 р.*  | 16 червня 2023 р. |
| Джиммі Усо       | 9 липня 2021 р.*  | 12 квітня 2024 р. |
| Джейкоб Фату     | 21 червня 2024 р. | 7 червня 2025 р.  |
| Скеля            | 16 лютого 2024 р  | 8 квітня 2024 р.  |
| Пол Гейман ( M ) | 9 липня 2021 *    | 28 червня 2024 р. |
| Роман Рейнс      | 9 липня 2021 р.*  | 4 липня 2024 р.   |

## Підгрупи

### Діючі
| Аффіліовані | Учасники             | Володіння      | Тип     |
| ----------- | -------------------- | -------------- | ------- |
| Тонганці    | Тама Тонга Тонга Лоа | 2024 - дотепер | Команда |

### Колишні
| Аффіліовані | Учасники            | Володіння      | Тип     |
| ----------- | ------------------- | -------------- | ------- |
| Усо         | Джиммі Усо Джей Усо | 2021–2023 роки | Команда |

## Чемпіонства і досягнення
- CBS Sports
  - Протистояння року (2020) – Роман Рейнс vs. Джея Усо[116]
- ESPN
  - Найкращий сюжет року (2022) – The Bloodline і Семі Зейн[117]
  - Найкращий сюжет року (2023) – The Bloodline 2.0[118]
- New York Post
  - Сюжет року (2022)  – The Bloodline і Семі Зейн[119]
  - Сюжет року (2023)[120]
- Pro Wrestling Illustrated
  - Угруповання року (2022)
  - Одиночні реслери
    - Рейнс зайняв 1 місце у топ 500 одиночних реслерів в PWI 500 в 2022[121]
    - Джей Усо зайняв 45 місце у топ 500 одиночних реслерів у PWI 500 в 2021
    - Джіммі Усо зайняв 147 місце у топ 500 одиночних реслерів у PWI 500 в 2022[121]
    - Сікоа зайняв 38 місце у топ 500 одиночних реслерів у PWI 500 в 2023[121]

  - Команди
    - Усо зайняли 1 місце у топ 50 команд у PWI Tag Team 100 в 2022[122]
- Sports Illustrated
  - Реслер року (2021) – Роман Рейнс[123]
- Wrestling Observer Newsletter
  - Найкращі касові збори (2022, 2023) – Роман Рейнс
  - Найкращий Образ – Роман Рейнс (2021) і Семі Зейн (2022)
  - Найкращий нереслер (2021, 2022) – Пол Гейман
  - Протистояння року (2023) – проти Кевіна Овенсв і Семі Зейна
- WWE
  - Чемпіонство WWE  (1 раз) – Рейнс[124]
  - Чемпіонство Всесвіту WWE  (1 раз) – Рейнс[125]
  - Командне Чемпіонство світу (1 раз) –  Усо[126]
  - Командне Чемпіонство WWE (2 рази) – Усо (1), Тама Тонга й Джейкоб Фату/Тонга Лоа (1)[127]
  - Чемпіонство Північної Америки NXT (1 раз) – Сікоа[128]
  - Батл-роял пам'яті Андре Гіганта (2021) – Джей Усо[24]
  - WWE Hall of Fame (2024) – Гейман

## Інші медіа
- Biography: WWE Legends: Roman Reigns (сезон 4, епізод 6) — Пол Гейман (виконавчий продюсер, режисер)